# Adler Zsigmond
Adler Zsigmond (Budapest, Terézváros, 1901. április 17. – Budapest, 1982. február 12.) ökölvívó, kétszeres magyar bajnok, szövetségi kapitány; Papp László edzője, az első magyar ökölvívó mesteredző.

## Élete
1901. április 17-én született Adler Márkus Joel sütősegéd és Kohn Terézia (1876–1937) fiaként. Apja a gácsországi Jawornikból költözött Magyarországra, anyja Felsőpáhokról származott.

## Sportolói pályafutása
1917-től a III. kerületi TVE (Torna és Vívó Egylet), 1925-től a BTK (Budapesti Testgyakorlók Köre) ökölvívója volt. 1924. június 1-jén – Sas néven – szerepelt a magyar ökölvívó válogatott első nemzetek közötti találkozóján. 1925-ben légsúlyban magyar bajnoki címet szerzett. Ugyanebben az évben Stockholmban a magyar csapat tagja volt az első ökölvívó Európa-bajnokságon. 1924-ben és 1925-ben összesen négy alkalommal szerepelt a magyar válogatottban. 1928-ban a BTK csapatával magyar csapatbajnoki címet szerzett. Ugyanebben az évben visszavonult.

## Edzői pályafutása
Edzőként a magyar ökölvívó sport kiemelkedő egyénisége. Tevékenysége közel fél évszázadon át hatással volt a sportág magyarországi fejlődésére. Még aktív sportolóként, 1927-től vállalt egyesületénél edzői feladatokat. 1928-tól 1948-ig megszakításokkal a BTK, egyúttal 1930-ban és 1934-ben az Európa-bajnokságon, 1932-ben és 1936-ban az olimpián induló magyar ökölvívó válogatott edzője volt. 1940-ben a Testnevelési Főiskolán ökölvívó mesteri – mai szóhasználattal: ökölvívó szakedzői – oklevelet szerzett. A BTK megszűnése után, 1948-tól 1970-ig a Vasas és az Újpesti Dózsa edzője, illetve 1952-től 1972-ig a magyar válogatott vezető edzője és szövetségi kapitánya volt. Legeredményesebb tanítványa a háromszoros olimpiai bajnok Papp László, akinek felkészülését 1953-tól 1962-ig irányította. 1958-ban és 1960-ban a Magyar Testnevelési és Sport Tanács (MTST) tagjának nevezték ki. 1961-ben – Szántó Imre, Bondi Miksa és Szegfy László mellett – elsőként szerzett Magyarországon ökölvívó mesteredzői képesítést.

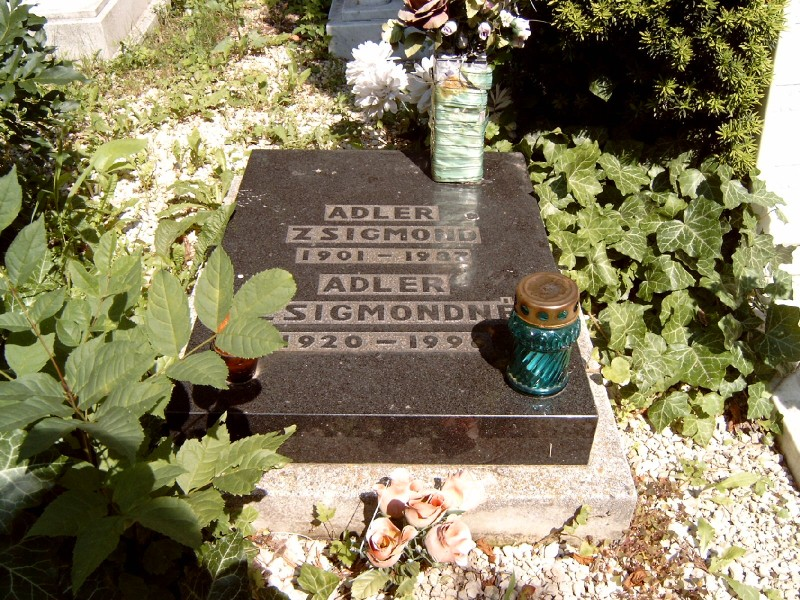
Adler Zsigmondnak és feleségének sírja Budapesten. Farkasréti temető: 26/1-9-2.

A hazai sportirányítással fennálló ellentétei miatt több nagy nemzetközi versenyre nem kapott kiutazási engedélyt, így nem ő vezette a magyar ökölvívó válogatottat az 1964. évi tokiói és az 1968. évi mexikóvárosi olimpián sem. Az 1972. évi müncheni olimpia után vonult nyugalomba.  Emlékét 1984-től a Vasas által rendezett Adler Zsigmond-emlékverseny őrzi.

## Díjai, elismerései
- Magyar Köztársasági Érdemérem bronz fokozat (1947)[7]
- Magyar Köztársasági Sportérdemérem ezüst fokozat (1949)[8]
- Magyar Népköztársasági Sportérdemérem ezüst fokozat (1951)[9]
- Magyar Népköztársaság Sportérdemérme arany fokozat (1961)[10]

## Emlékezete
- Alakja felbukkan (említés szintjén) Kondor Vilmos magyar író Budapest noir című bűnügyi regényében.